# Csoport (matematika)
A matematikában az asszociatív, invertálható grupoidokat csoportoknak nevezzük. Részletesebben ez azt jelenti, hogy a csoport egy olyan struktúra, amelyben definiálva van egy kétváltozós, asszociatív, invertálható művelet.
Ha az adott műveletet {\displaystyle (G;+)} módon jelöltük, akkor általában összeadásként, ha pedig {\displaystyle (G;\cdot )} módon jelöltük, akkor általában szorzásként beszélünk róla (additív, ill. multiplikatív írásmód), de ez nem jelenti azt, hogy a számok összeadásáról vagy szorzásáról van szó, hiszen a definícióban ezt nem követeltük meg.
Ha egy csoportban a művelet kommutatív, akkor a csoportot kommutatív csoportnak (vagy más szóval Niels Henrik Abel matematikusról elnevezve Abel-csoportnak) nevezzük.
A matematikán, illetve az algebrán belül a csoportelmélet foglalkozik a csoportok vizsgálatával. A csoportelméletet széleskörűen alkalmazzák a matematikában, tudományokban, gépészetben/mérnöki tudományokban. A csoportelmélet fontos eszközt nyújt a szimmetria tanulmányozásához, hiszen bármilyen struktúra szimmetriái (a struktúrát önmagába vivő leképezései) csoportot alkotnak. A csoportok ily módon nagyon jól alkalmazható elvont fogalmak/absztrakciók a fizika olyan ágaiban, mint a relativitáselmélet, a kvantummechanika, illetve a kémiában, a számítógépes grafikában és más területeken.
A matematikában vizsgált több struktúra nyilvánvalóan csoport. Ezek közt vannak ismerős számkörök, mint az egész számok, a racionális számok, a valós számok és egy adott valós szám egész számszorosai az összeadással mint csoportművelettel, csakúgy mint a nem nulla racionálisok, vagy a nem nulla valós számok a szorzással mint csoportművelettel. Más fontos példák a nem-szinguláris (invertálható) mátrixok csoportja a mátrixszorzással és az invertálható függvények az összetétel (kompozíció) műveletével.

## Definíció
A csoport {\displaystyle (G;\cdot )} egy {\displaystyle G} egy nemüres halmaz ellátva egy kétváltozós {\displaystyle \cdot :G\times G\to G,(a,b)\mapsto a\cdot b} művelettel, melyre a következők teljesülnek:
- Asszociativitás: bármely {\displaystyle a,b,c}-re {\displaystyle G}-ben {\displaystyle (a\cdot b)\cdot c=a\cdot (b\cdot c)} teljesül.
- Egységelem létezése: létezik egy olyan {\displaystyle e} eleme {\displaystyle G}-nek, melyre bármely {\displaystyle a\in G} esetén teljesül {\displaystyle a\cdot e=a=e\cdot a}. Ezt az elemet egységelemnek vagy neutrális elemnek nevezzük.
- Inverz elem létezése: bármely {\displaystyle a}-ra {\displaystyle G}-ben létezik egy olyan {\displaystyle b\in G}, melyre {\displaystyle a\cdot b=e=b\cdot a}. Ezt az elemet {\displaystyle a} inverzének hívjuk, és általában {\displaystyle a^{-1}} jelöli.

## A definíció következményei
A csoportaxiómákból következik, hogy egy csoportban minden elem inverze és az egységelem is egyértelműen meghatározott. Például az egész számok additív csoportjánál minden elemnek egy ellentettje van, például a +3-nak a –3, és csak a 0-t adva egy számhoz kapjuk vissza önmagát, tehát egy egységelem van. Ezek az egész számoknál „megszokott” tulajdonságok minden csoportban teljesülnek.
Ha el akarjuk dönteni egy halmazról és egy műveletről, hogy azok vajon csoportot alkotnak-e, az axiómák használata nem mindig praktikus (triviális esetekben az). A definíciót lehet „gyengíteni”: kevesebb tulajdonság teljesülését követeljük meg, úgy, hogy ezekből még következzenek a csoportaxiómák. Tehát ezek az új feltételek nem lesznek „gyengébbek”, mert ugyanahhoz a csoportfogalomhoz vezetnek; viszont ellenőrizni könnyebb lesz (lehet) őket.
Például „gyengíthetjük” úgy a feltételeinket, hogy csak a bal oldali inverz és bal oldali egységelem létezését követeljük meg:
- {\displaystyle \forall {}g_{1},g_{2},g_{3}\in {}G}-re: {\displaystyle (g_{1}\cdot {}g_{2})\cdot {}g_{3}=g_{1}\cdot (g_{2}\cdot {}g_{3})}, azaz a grupoid művelete asszociatív,
- {\displaystyle (G,\cdot )}-ben létezik {\displaystyle e\in {}G} úgy, hogy {\displaystyle \forall {}g\in {}G}-re: {\displaystyle e\cdot {}g=g}, azaz létezik balegységelem,
- {\displaystyle \forall {}g\in {}G}-re létezik {\displaystyle g_{1}\in {}G} úgy, hogy {\displaystyle g_{1}\cdot {}g=e}.

Bebizonyítható, hogy ezekből a feltételekből is következnek a csoportaxiómák, tehát elég egyik oldalról vizsgálni a dolgokat. 
Fontos megjegyezni, hogy ezekben a feltételekben mindig ugyanarról az oldalról kell az egységelem és az inverz elem létezését követelni. Például, egy bal oldali egységelem és egy jobb oldali inverz létezése nem elegendő a csoportaxiómák teljesüléséhez: legyen {\displaystyle G=\{a,b\}} egy {\displaystyle \cdot } művelettel, melyre az {\displaystyle a\cdot a=b\cdot a=a} és {\displaystyle a\cdot b=b\cdot b=b} egyenletek teljesülnek. Ebben az esetben a művelet asszociatív, {\displaystyle a} pedig tekinthető bal oldali egységelemnek és jobb oldali inverznek, viszont a halmaz egyik eleme sem tekinthető jobb oldali egységelemnek, így {\displaystyle (G,\cdot )} nem egy csoport. 
Ha nem követeljük meg a bal (jobb) oldali inverz vagy a bal (jobb) oldali egységelem létezését, akkor már nem következnek a csoportaxiómák, egy kétváltozós asszociatív művelettel ellátott halmazt félcsoportnak hívunk.

## Tulajdonságok
- Csoportban az egységelem egyértelműen meghatározott, azaz pontosan egy egységelem létezik.
- Csoportban az inverz egyértelműen meghatározott, azaz a csoport minden elemének pontosan egy inverze van.

## Csoport rendje
Ha a {\displaystyle (G,\cdot )} csoport alaphalmaza véges, akkor véges csoportról beszélünk. Ebben az esetben {\displaystyle G} elemszáma a csoport rendje, amit így jelölünk: {\displaystyle |G|}. A többi esetben is egyenlő a csoport rendje a csoport elemszámával (tehát például megszámlálhatóan végtelen rendű csoportról is beszélhetünk).

## Példák
A csoportokra egyszerű példákat lehet látni például a középiskolában tanult számhalmazok és a kétváltozós műveletek körében, például kommutatív csoport {\displaystyle (\mathbb {Z} ,+)}, {\displaystyle (\mathbb {Q} ,+)}, {\displaystyle (\mathbb {R} ,+)}, {\displaystyle (\mathbb {Q} \setminus \{0\},\cdot )}, {\displaystyle (\mathbb {R} \setminus \{0\},\cdot )} mindegyike.
Vannak egyszerű geometriai csoportok is; például egy n oldalú (számozott csúcsú) szabályos sokszögnek a középpontja körül a 360/n fok egész számú többszöröseivel történő elforgatás műveletére csoportot alkot. Az n-edik komplex egységgyökök is csoportot alkotnak a szorzásra nézve (ez azért szép, mert ha a komplex számokat ábrázoló vektorokat nézzük, akkor a De Moivre-azonosság alapján egy komplex számmal való szorzás egy elforgatásnak és egy nyújtásnak felel meg az ábrázolásban; egy egységgyökkel való szorzás nyújtást nem végez (mert 1 hosszú), így mindig csak elforgatunk; tehát ez „izomorfia erejéig” ugyanaz a csoport, mint az n oldalú sokszöget forgató!).
A csoportoknak kiterjedt alkalmazásai vannak a matematikában, a tudományban és a mérnöki gyakorlatban is.